# Aanslag op de Champs-Élysées op 20 april 2017
Een aanslag op de Champs-Élysées vond plaats in de avond van 20 april 2017. Een politiebus werd beschoten door een man met een kalasjnikov op de Champs-Élysées in Parijs. Een politieagent kwam daarbij om het leven en twee andere agenten raakten gewond. Een toerist raakte ook gewond. De schutter werd doodgeschoten toen hij probeerde te vluchten. De Franse politie sprak van een terreurdaad.

## Verloop
Rond 9 uur 's avonds opende een man het vuur op agenten die stonden te wachten voor een stoplicht. Er volgde een vuurgevecht tussen de schutter en de politieagenten waarbij uiteindelijk twee doden vielen: een 37-jarige politieagent en de 39-jarige schutter, die gewapend was met een kalasjnikov.
Na de schietpartij ging de politie ervan uit dat er mogelijk twee daders waren. De dag na de aanslag gaf een verdachte uit België zich aan bij de politie. Hij had echter een alibi en bleek niets met de aanslag te maken hebben. Al vrij snel na de aanslag eiste de terreurgroep Islamitische Staat de verantwoordelijkheid op via een persbericht van hun persbureau Amaq.

## Nasleep
De aanslag vond plaats vlak voor de Franse presidentsverkiezingen van 2017. De campagnes voor de Franse verkiezingen  vanwege de aanslag opgeschort.